# Bertrand Méheust
Bertrand Méheust (1947) è un sociologo, saggista e ufologo francese.

## Biografia e carriera
Méheust si è laureato in filosofia ed è diventato professore di questa materia a Troyes, nel liceo Camille Claudel.
Pur esercatando la professione di insegnante, ha continuato a coltivare i suoi interessi per la fantascienza e l'ufologia, da cui era stato attratto da bambino a seguito dell'ondata di avvistamenti dell'autunno 1954, verificatasi quando aveva sette anni. Nel 1970, dopo avere assistito alla conferenza di due ricercatori del GEPA, si abbonò alla rivista Phénomenes spatiaux e nel 1971 incontrò il noto ufologo Aimé Michel.
Nel 1978 ha pubblicato il libro (con la prefazione di Aimé Michel) Science-fiction et soucoupes volantes, in cui mise in relazione il fenomeno UFO con le produzioni di fantascienza.
Negli anni ottanta ha allargato i suoi interessi al mesmerismo e alla parapsicologia, pur senza trascurare l'ufologia. Nel 1985 ha pubblicato il libro Soucoupes volantes et folklore.
Nel 1997 ha ottenuto il dottorato in sociologia all'Università della Sorbona. Nel 1999 ha pubblicato l'opera in due volumi intitolata Sonnambulisme et médiumnité, che sviluppava la sua tesi di dottorato. Negli anni successivi ha effettuato studi nel campo della sociologia e dell'etnologia. È diventato membro associato del Centre National de la Recherche Scientifique (CNRS) e dell'unità di ricerca Psychanalises et pratique sociales de la santé, che opera presso le Università di Paris VII e di Amiens.

## Ipotesi ufologiche
Méheust si è occupato dei fattori culturali connessi con il fenomeno UFO.
Nel suo libro del 1978 Science-fiction et soucoupes volantes, ha espresso l'idea che le produzioni di fantascienza della prima metà del XX secolo possano rappresentare un fattore importante nella spiegazione degli avvistamenti di UFO. Questo saggio ha fornito un importante contributo allo sviluppo dell'ipotesi psicosociale sugli UFO.
Nel libro Soucoupes volantes et folklore Méheust ha approfondito i rapporti tra gli UFO e il folklore, cogliendo le analogie tra i miti e le leggende dei secoli passati e le moderne credenze sugli UFO. In seguito ha studiato i racconti delle sedicenti vittime di rapimenti alieni, analizzandoli alla luce dell'etnologia.
Mehéust si è occupato anche dell'ondata di avvistamenti di UFO in Belgio avvenuta fra il 1989 e il 1992 interessandosi in particolare dell'affidabilità dei testimoni e dei meccanismi fisici, psicologici, individuali e collettivi che possono attestarla.
Meheust è arrivato alla conclusione che nelle indagini ufologiche, senza potere escludere a priori la possibile natura extraterrestre di qualche raro caso, la prima cosa da fare è quella di escludere tutta la massa dei testimoni che hanno effettuato un'osservazione di oggetti o fenomeni banali, interpretandoli soggettivamente come oggetti di natura extraterrestre.

## Studi sulla parapsicologia
Nel libro Sonnambulisme et médiumnité Meheust ha fatto il punto sulle controversie suscitate dalla parapsicologia, tracciando la storia delle ricerche, teorie e concetti che dalla fine del XVIII secolo hanno generato l'idea di un potenziale potere psichico sconosciuto esistente negli esseri umani ed ha esaminato da una prospettiva storica e sociologica le tendenze razionaliste che hanno portato ad espellere dal campo scientifico certi argomenti giudicati troppo disturbanti o aberranti.
Meheust è ritenuto attualmente uno dei maggiori conoscitori francesi degli argomenti riguardanti la metapsichica e non ha mancato di rispondere regolarmente agli argomenti degli scettici razionalisti francesi. In questa prospettiva Meheust ha pubblicato nel 2004 Devenez savants: dècouvrez les sorciers, una risposta a Devenez sorciers, devenez savants, libro polemico di Georges Charpak e Henri Broch a proposito degli studi sui fenomeni paranormali.

## Pubblicazioni
- Science fiction et soucoupes volnates - Une réalité mithico-physique, Mercure de France, Paris, 1978
- Soucoupes volantes et Folklore, Mercure de France, Paris, 1985
- En soucoupes volantes - vers une ethnologie des récits d'enlèvements, Imago, 1992
- Sonnambulisme et médiumnité, Synthelabo, Les Empêcheurs de penser en rond, 1999
- Retour sur l'Anomalie belge, Le Livre Bleu Editeur, Marseille, 2000
- Un voyant prodigieux – Alexis Didier, 1826-1886, Les Empêcheurs de penser en rond, 2003.
- Devenez savants : découvrez les sorciers - lettre à George Charpak, Dervy, 2004 - (Risposta al libro Devenez sorciers, devenez savants di Georges Charpak e Henri Broch).
- Le Mythe : Pratiques, récits, théories (insieme ad altri autori); Volume 3 : Voyance et Divination, approches plurielles. Con P. L. Rabeyron e M. Zafiropoulos., Anthropos-Economica, 2004.
- 100 Mots pour comprendre la voyance. Ed. Les Empêcheurs de Penser en Rond, Octobre 2005.
- Le dégout et l'effroi, La nécessité d'un changement d'alliance, in La guerre des psys, Manifeste pour une Psychothérapie Démocratique. Sotto la direzione di Tobie Nathan, Les Empêcheurs de Penser en Rond, Mars 2006.
- Histoires paranormales du Titanic, Ed. J'ai Lu, 2006.
- La Politique de l'oxymore, Les Empêcheurs de Penser en Rond, Mars 2009.
- Les miracles de l'esprit : Qu'est ce que les voyants peuvent nous apprendre ?, Les Empêcheurs de Penser en Rond, La découverte, Janvier 2011.